# Corgatha miltopolia
Corgatha miltopolia är en fjärilsart som beskrevs av Turner 1945. Corgatha miltopolia ingår i släktet Corgatha och familjen nattflyn. Inga underarter finns listade i Catalogue of Life.